# Žerovnica
Žerovnica je naselje v Občini Cerknica.

## Prebivalstvo
Etnična sestava 1991:
- Slovenci: 230 (98,3 %)
- Hrvati: 1
- Neznano: 3 (1,3 %)